# Предаппио
Преда́ппио (итал. Predappio, эмил.-ром. Predâpi, романьол. La Pré, Predàpi) — коммуна в Италии, в регионе Эмилия-Романья, подчиняется административному центру Форли-Чезена. В Предаппио родился и был похоронен Бенито Муссолини.

## История
С момента своего возникновения Предаппио был небольшим сельским городком, расположенным на холмах Форли и входил в состав шестой из одиннадцати провинций, на которые была разделена Италия Августом. Считается, что название города происходит от проживавшей в этих местах древнеримской семьи: Аппи, соответственно, город получил название лат. Praesidium Domini Appi или сокращенно Pre.DiAppi.
Исторически город развивался вокруг средневекового замка, выходящего в долину. В этой местности, город был также известен как Довия (вероятно, это искаженная версия местной римской дороги лат. Duo Via, двусторонняя).
Бенито Муссолини родился в Предаппио в 1883 году. После оползня, случившегося зимой 1923/24 года и разрушившего много домов, правительство решило перестроить родной город дуче, в архитектурных традициях вновь формирующейся фашистской Италии. Наряду с близлежащим городом Форли, Предаппио получил титул итал. La Città del Duce («Город вождя»).
После окончания Второй мировой войны город стал местом паломничества итальянских неофашистов, что закономерно вызывало критику и протесты со стороны антифашистов. В апреле 2009 года городской совет запретил продажу фашистских сувениров, а в 2014 году мэр Джорджио Фрассинети объявил о планах строительства в городе «музея, посвященного истории фашизма». Мэр, баллотировавшийся на переизбрание от левоцентристской Демократической партии, заявил, что цель настоящего решения совета состоит в том, чтобы заставить людей помнить «фундаментальный фрагмент [итальянской] истории», чтобы «Предаппио стал место для размышлений – вырвать город из рук тех, кто хочет им злоупотребить». В 2016 года строительство музея еще не было завершено и в городе снова была разрешена продажа фашистских сувениров.
В 2019 году Роберто Канали, поддерживаемый «Братьями Италии», был избран мэром Предаппио, положив конец более чем 70-летнему правлению левых партий. 24 июля 2019 года Канали объявил о планах открыть склеп Муссолини для круглогодичного посещения, мотивировав это решение стремлением использовать гробницу как туристическую достопримечательность, чтобы стимулировать местную экономику.

## Города-побратимы
- Бройна, Германия (2003)
- Кендереш, Венгрия (2003)

## Известные уроженцы и жители
- Бенито Амилькаре Андреа Муссолини (1883—1945) — итальянский политический и общественный деятель, публицист, лидер фашистской партии Италии.
- Ичилио Кальцекки-Онести (1911—1942) — итальянский офицер, танкист во время Второй мировой войны. Кавалер высшей награды Италии за подвиг на поле боя — золотой медали «За воинскую доблесть» (посмертно).

## В астрономии
В честь Предаппио назван астероид (1238) Предаппия, открытый 4 февраля 1932 года итальянским астрономом Луиджи Вольта в Туринской обсерватории.